# Loja Globo
Loja Globo foi um comércio eletrônico brasileiro de produtos vinculados a TV Globo.

## História
A empresa de licenciamento de marcas, Globo Marcas criada no ano de 2000 pelo Grupo Globo lançou em 2007, a Loja Globo Marcas onde eram vendidos produtos licenciados e vinculados à TV Globo.
Em 2015 a loja passa a ser denominada Loja Globo e é considerada uma evolução, pois comercializava produtos oriundos das atrações da emissora como camisetas, canecas, chinelos, brinquedos, cosméticos, alimentos, bebidas, acessórios domésticos e outros, CDs e DVDs de suas novelas, minisséries e especiais, e também de artistas da gravadora Som Livre.
Em 2018 a Globo Marcas decide encerrar as atividades da Loja Globo em um anúncio publicado em seu site. A venda de CDs e DVDs passa a ser de responsabilidade do site da Som Livre. Os outros produtos licenciados pela Globo Marcas passam a ser comercializados por terceiros.

## Produtos
De 2010 até 2017 a loja se destacava no mercado de home video por lançar CDs e DVDs de telenovelas de grandes sucessos da Rede Globo.
Abaixo alguns produtos de home video que foram comercializados pela Loja Globo:

### Novelas
| Novela            | Ano  | Discos    |
| ----------------- | ---- | --------- |
| Irmãos Coragem    | 1970 | 08 Discos |
| Selva de Pedra    | 1972 | 06 Discos |
| O Bem-Amado       | 1973 | 10 Discos |
| Pecado Capital    | 1975 | 10 Discos |
| Escrava Isaura    | 1976 | 05 Discos |
| Dancin' Days      | 1978 | 12 Discos |
| A Sucessora       | 1978 | 09 Discos |
| Pai Herói         | 1979 | 13 Discos |
| Água Viva         | 1980 | 11 Discos |
| Roque Santeiro    | 1985 | 16 Discos |
| Vale Tudo         | 1988 | 13 Discos |
| Tieta             | 1989 | 11 Discos |
| Que Rei Sou Eu?   | 1989 | 13 Discos |
| Rainha da Sucata  | 1990 | 12 Discos |
| Vamp              | 1991 | 10 Discos |
| A Viagem          | 1994 | 14 Discos |
| A Favorita        | 2008 | 15 Discos |
| O Astro           | 2011 | 12 Discos |
| Cordel Encantado  | 2011 | 12 Discos |
| Avenida Brasil    | 2012 | 12 Discos |
| Saramandaia       | 2013 | 4 Discos  |
| O Rebu            | 2014 | 6 Discos  |
| Verdades Secretas | 2015 | 13 Discos |

### Séries
| Série                | Ano  | Discos   |
| -------------------- | ---- | -------- |
| Força-Tarefa         | 2009 | 2 Discos |
| As Cariocas          | 2010 | 2 Discos |
| A Vida Alheia        | 2010 | 2 Discos |
| As Brasileiras       | 2012 | 4 Discos |
| Suburbia             | 2012 | 7 Discos |
| O Dentista Mascarado | 2013 | 3 Discos |
| A Grande Família     | 2014 | 4 Discos |
| Doce de Mãe          | 2014 | 3 Discos |
| Dupla Identidade     | 2014 | 4 Discos |

### Minisséries
| Minissérie                            | Ano  | Discos   |
| ------------------------------------- | ---- | -------- |
| Anos Dourados                         | 1986 | 2 Discos |
| Riacho Doce                           | 1990 | 5 Discos |
| O Sorriso do Lagarto                  | 1991 | 5 Discos |
| Tereza Batista                        | 1992 | 3 Discos |
| Anos Rebeldes                         | 1992 | 3 Discos |
| Hilda Furacão                         | 1998 | 3 Discos |
| Chiquinha Gonzaga                     | 1999 | 6 Discos |
| Os Maias                              | 2001 | 4 Discos |
| JK                                    | 2006 | 5 Discos |
| Queridos Amigos                       | 2008 | 4 Discos |
| Maysa: Quando Fala o Coração          | 2009 | 3 Discos |
| Dalva e Herivelto: Uma Canção de Amor | 2010 | 2 Discos |
| O Canto da Sereia                     | 2013 | 1 Disco  |
| Amores Roubados                       | 2014 | 3 Discos |
| Felizes Para Sempre?                  | 2015 | 3 Discos |
| Ligações Perigosas                    | 2016 | 3 Discos |

### Especiais
| Especial                   | Ano  | Discos    |
| -------------------------- | ---- | --------- |
| Ivete, Gil e Caetano       | 2012 | 1 Disco   |
| Luz, Câmera, 50 Anos       | 2015 | 12 Discos |
| Globeleza - Rio de Janeiro | 2015 | 2 Discos  |